# مارينوس سيباستوس من أمالفي
مارينوس سيباستوس سليل أسرة سيرجي (دوقات نابولي) والعائلة الأمالفية كابوانو. كان سيباستوس وانتخب دوقًا على جمهورية أمالفي في 1096 في مواجهة الهيمنة النورمانية.